# T 185
| T 185                | T 185             |
| T 185                | T 185             |
| -------------------- | ----------------- |
| Hersteller:          | VEB Weimar-Werk   |
| Produktionszeitraum: | ab 1979           |
| Vorgängermodell:     | T 174             |
| Nachfolgemodell:     | T 188             |
| Motorentyp:          | Zetor 6901        |
| Motorleistung:       | 43 kW             |
| Motorenhersteller:   | Zbrojovka Brno    |
| Schwenkbereich:      | 360°, fortlaufend |
| Masse:               | 9990 kg           |
| Länge:               | 6930 mm           |
| Höhe:                | 3750 mm           |
| Breite:              | 2500 mm           |

Der T 185 ist ein ab 1979 im VEB Weimar-Werk gebauter Mobilbagger mit hydraulischem Antrieb.
Der Bagger T 185 ist eine mit 90 Stück gebaute Nullserie vom T 174 hin zum T 188 und war somit stark an seinen Vorgänger angelehnt.
Da die Tragfähigkeit gegenüber dem T 174 nicht erhöht wurde (sie lag auch hier bei 2,5 t) und die Wartung einzelner Komponenten nicht effizienter gestaltet war, gelangte das Modell T 185 nicht in die Serienproduktion. Gewonnene Erkenntnisse flossen in die Entwicklung des Nachfolgemodells T 188 ein.
Auch beim T 185 können diverse Anbauwerkzeuge, wie zum Beispiel Tieflöffelausrüstung oder Mehrschalengreifer, montiert werden.
Die Eigenfahrgeschwindigkeit beträgt 19,2 km/h.